# Piotr Nowak (piłkarz)
Piotr Nowak (ur. 5 lipca 1964 w Pabianicach) – polski piłkarz, trener i działacz piłkarski. W latach 1990–1997 reprezentant Polski w piłce nożnej. Uwzględniony w najlepszej drużynie wszech czasów MLS, którą wygrał jako piłkarz z Chicago Fire (1999) oraz trener z D.C. United (2004).

## Kariera zawodnicza

### Kluby
Nowak jest wychowankiem Włókniarza Pabianice, w Polsce grał także w GKS-ie Bełchatów, Motorze Lublin, Widzewie oraz w Zawiszy Bydgoszcz. W 1990 został piłkarzem tureckiego Bakırköyspor, gdzie grał do 1992 roku. Następnie przeszedł do szwajcarskiego BSC Young Boys, skąd po roku trafił do niemieckiej Bundesligi, gdzie grał najpierw w Dynamie Drezno, a od sezonu 1994/95 w TSV 1860 Monachium. Piłkarzem monachijskich Lwów był przez 3 lata i spełniał w tym zespole funkcję głównego rozgrywającego. Zimą 1998 wyjechał do Stanów Zjednoczonych i został piłkarzem Chicago Fire, gdzie przez pewien czas grał wspólnie z Romanem Koseckim i Jerzym Podbrożnym. W barwach Strażaków zdobył Mistrzostwo USA oraz dwukrotnie sięgał po krajowy puchar. Karierę piłkarską zakończył w barwach Chicago Fire w 2002 roku, w wieku 38 lat. Występował na pozycji środkowego, ofensywnego pomocnika.

### Reprezentacja Polski
W reprezentacji Polski debiutował w 1990, jednak dopiero w połowie dekady zaczął regularnie pojawiać się w kadrze, został nawet jej kapitanem. Ostatnim jego meczem w reprezentacji było spotkanie z Anglią rozegrane 31 maja 1997 w ramach eliminacji MŚ 98. Łącznie wystąpił w 19 meczach i strzelił 3 bramki.
| l.p. | Data                | Miejsce                 | Przeciwnik | Rezultat | Rozgrywki       | Grał   | Uwagi        |
| ---- | ------------------- | ----------------------- | ---------- | -------- | --------------- | ------ | ------------ |
| 1.   | 2 lutego 1990       | Teheran                 | Iran       | 2-0      | towarzyski      | od 80' |              |
| 2.   | 4 lutego 1990       | Teheran                 | Iran       | 1-0      | towarzyski      | 90'    |              |
| 3.   | 4 maja 1990         | Chicago                 | Kolumbia   | 1-2      | towarzyski      | do 46' |              |
| 4.   | 6 maja 1990         | Chicago                 | Kostaryka  | 2-0      | towarzyski      | od 60' | Gol          |
| 5.   | 17 sierpnia 1994    | Radom                   | Białoruś   | 1-1      | towarzyski      | do 59' |              |
| 6.   | 15 marca 1995       | Ostrowiec Świętokrzyski | Litwa      | 4-1      | towarzyski      | 90'    |              |
| 7.   | 29 marca 1995       | Bukareszt               | Rumunia    | 1-2      | elim. Euro 1996 | do 57' |              |
| 8.   | 25 kwietnia 1995    | Zabrze                  | Izrael     | 4-3      | elim. Euro 1996 | do 46' | Gol          |
| 9.   | 7 czerwca 1995      | Zabrze                  | Słowacja   | 5-0      | elim. Euro 1996 | 90'    | Gol          |
| 10.  | 29 czerwca 1995     | Recife                  | Brazylia   | 1-2      | towarzyski      | 90'    | Żółta kartka |
| 11.  | 16 sierpnia 1995    | Paryż                   | Francja    | 1-1      | elim. Euro 1996 | do 58' |              |
| 12.  | 28 lutego 1996      | Rijeka                  | Chorwacja  | 1-2      | towarzyski      | 90'    |              |
| 13.  | 27 marca 1996       | Łódź                    | Słowenia   | 0-0      | towarzyski      | 90'    | kpt.         |
| 14.  | 9 października 1996 | Londyn                  | Anglia     | 1-2      | elim. MŚ 1998   | 90'    | kpt.         |
| 15.  | 10 listopada 1996   | Katowice                | Mołdawia   | 2-1      | elim. MŚ 1998   | 90'    | kpt.         |
| 16.  | 26 lutego 1997      | Goiânia                 | Brazylia   | 2-4      | towarzyski      | 90'    | kpt.         |
| 17.  | 2 kwietnia 1997     | Chorzów                 | Włochy     | 0-0      | elim. MŚ 1998   | do 46' | kpt.         |
| 18.  | 30 kwietnia 1997    | Neapol                  | Włochy     | 0-3      | elim. MŚ 1998   | 90'    | kpt.         |
| 19.  | 31 maja 1997        | Chorzów                 | Anglia     | 0-2      | elim. MŚ 1998   | do 59' | kpt.         |

## Kariera działacza i trenera

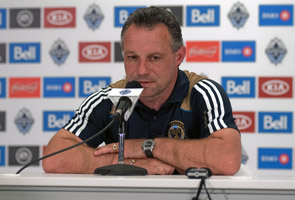
Piotr Nowak podczas konferencji prasowej (2011)

Jeszcze podczas gry w Chicago Fire, Nowak został dyrektorem Górnika Konin. W kontrowersyjnych okolicznościach, klub mimo dużego wsparcia finansowego, upadł sportowo, organizacyjnie a później również finansowo, a Nowak stał się antybohaterem nieudanej próby przenosin nowo nazwanego KP Konin do Bydgoszczy.
Po zakończeniu kariery piłkarskiej został trenerem i w latach 2004–2006 prowadził zespół D.C. United, zdobywając z nim w pierwszym sezonie pracy szkoleniowej tytuł mistrza kraju, a w ostatnim triumfując w rozgrywkach o Supportes Shield.
Od 2007 do 28 maja 2009 był trenerem amerykańskiej kadry młodzieżowej do lat 23, a także asystentem trenera seniorskiej reprezentacji USA, Boba Bradleya. 
Od 29 maja 2009 do 13 czerwca 2012 był trenerem i jednocześnie wiceprezesem ds. operacyjnych w nowo dołączonym do MLS klubie, Philadelphia Union. 

### Kontrowersje
Z Philadelphia Union został zwolniony w atmosferze skandalu, za znęcanie się nad piłkarzami poprzez niewłaściwe metody treningowe i komunikacyjne. Amerykański sąd stwierdził, że jego działania zagrażały zdrowiu i bezpieczeństwu piłkarzy. 
Następnie pracował jako doradca prezesa federacji CONCACAF, obejmującej kraje Ameryki Środkowej i Północnej.
Od 2014 do 2016 pełnił funkcję selekcjonera i dyrektora technicznego reprezentacji Antigui i Barbudy.
13 stycznia 2016 został trenerem Lechii Gdańsk. Pod jego wodzą Lechia zajęła kolejno 5. i 4. miejsce w tabeli Ekstraklasy. 27 września 2017 objął stanowisko dyrektora sportowego Lechii Gdańsk, natomiast funkcję pierwszego trenera przejął jeden z jego asystentów, Adam Owen. 17 stycznia 2018 odszedł z klubu. 
Następnie pracował dla FIFA, zajmując się projektami doradczymi i edukacyjnymi reprezentacji oraz programów grassroots i piłki nożnej kobiet.
Był ekspertem Kanału Sportowego i Telewizji Polskiej podczas Mistrzostw Europy 2020.
31 grudnia 2021 został trenerem Jagiellonii Białystok. 10 czerwca 2022 został zwolniony. 

## Sukcesy

### Jako zawodnik

#### Chicago Fire
- Major League Soccer: 1998/99
- U.S. Open Cup: 1997/98, 1999/00

#### Indywidualne
- Piłkarz Roku w Plebiscycie Piłki Nożnej: 1996

### Jako trener

#### D.C. United
- Major League Soccer: 2003/04
- Supporters Shield: 2005/06

## Odznaczenia
- W 2005, za wybitne zasługi w działalności na rzecz promowania Polski oraz osiągnięcia w pracy trenerskiej, prezydent RP, Aleksander Kwaśniewski odznaczył go Krzyżem Kawalerskim Orderu Zasługi Rzeczypospolitej Polskiej[19][20].

## Życie prywatne
Jest żonaty z Marzeną. Mają dwie córki, Natalię oraz Julię. 